# Krempdorf
Krempdorf er en by og kommune i det nordlige Tyskland, beliggende i Amt Horst-Herzhorn under Kreis Steinburg. Kreis Steinburg ligger i den sydvestlige del af delstaten Slesvig-Holsten.

## Geografi
Krempdorf ligger omkring fire kilometer nordøst for Glückstadt og to kilometer vest for Krempe. Vandløbet Kremper Au løber gennem kommunen. Mod vest går Bundesstraße B413 fra Elmshorn mod Brunsbüttel.